# Tafsir Ndické Dièye
Pour les articles homonymes, voir Dièye.
Tafsir Ndické Dièye est un écrivain sénégalais, poète, romancier et chroniqueur. Il publie en langue française.

## Biographie
Tafsir Ndické Dièye est né le 8 juillet 1971 à Thiadiaye, dans le département de M'bour (Sénégal). 
Son père El Hadji Omar Dièye fut l'Imam Rahtib de la Grande Mosquée de sa ville natale de 1976 à 1989, date de sa mort. Sa mère s'appelle Oumy Sène. Il appartient à une famille maraboutique qui a eu à islamiser une grande partie des populations de Thiadiaye (Djéguéme dans l'histoire) par le biais de son grand-père, Serigne Ndiawar Dièye, un Moukhadam de El-Hadji Malick Sy, guide de la Tidjania de Tivaouane qui, après l'avoir formé entre Djardé, Diacsao et Tivaouane, l'envoya en mission à Thiadiaye. Il porte le nom du grand-père maternel de son père Tafsir Ndické Wade, un mystique réputé et fidèle compagnon de Mame Limamou Laye, fondateur de la Tariha Layène. 
Tafsir Ndicke Dieye est poète, romancier et chroniqueur.
Ex-directeur administratif du cabinet Thorinius consulting, et Directeur culturel de la SGGR S.A.R.L 
Tafsir Ndické Dièye remporte le prix du livre africain du Festival international du livre gabonais et des arts 2023.

## Œuvres

### Romans policiers
- Casamance ou l'Assassinat de Madeleine, Lyon, Éditions Bellier, 2004.
- Ces fossoyeurs de la République, Québec, Éditions Mélonic, 2005[2].
- Odeur de sang, Paris, Éditions Le Manuscrit, mars 2008.
- Horreur au palais, Abidjan, Nouvelles éditions ivoiriennes, Centre d'Éditions et de Diffusion Africaine (NEI/CEDA), novembre 2010.
- Sacrifice satanique, Éditions Edilivre, Saint Denis, novembre 2015

### Biographie
- Doudou Ndiaye Rose le grand tambour-major du Sénégal, Dakar, CIGA Éditions, avril 2005.
- Rédacteur de la biographie du député Mously Diakhaté: Du Daara à l’Hémicycle, le Nègre International, Dakar, juillet 2011[3].

### Poésie
- Silence! On s'aime, Paris, Éditions Le Manuscrit, mars 2008
- Pèlerinage au temple de l'amour, Edition Edilivre Saint Denis 8 février 2016.